# Freedom Force vs The 3rd Reich
Freedom Force vs the 3rd Reich è un videogioco di ruolo sviluppato e pubblicato da Irrational Games. In questo sequel di Freedom Force, il giocatore guida una squadra di supereroi che viaggia indietro nel tempo per aiutarlo a cambiare la Germania nazista ei suoi alleati durante la seconda guerra mondiale. È stato pubblicato all'inizio del marzo 2005.

## Storia
Durante una missione a Cuba, la Freedom Force riesce a stendere il magico gigante Nuclear Winter. Ciò che la squadra non sa è che quella missione era architettata da qualcuno che vuole i segreti dell'Uomo del Tempo, che si era alleato con Nuclear Winter, e che potrebbe davvero riscrivere la storia. In breve, gli eroi della Freedom Force si ritrovano catapultati in una versione parallela della Terra dove il Nazismo ha vinto la guerra ed è diventato padrone del mondo. Adesso, la Freedom Force dovrà combattere per far riportare il mondo alla sua vera timeline.

## Personaggi
Nel gioco si disporrà inizialmente già di alcuni personaggi, e durante le missioni ne verranno assegnati altri, altri invece si dovranno comprare con il denaro ricevuto completando le missioni.

### Eroi
- Tombstone

Condannato a morte ingiustamente per un omicidio che non ha mai commesso, Nathan Graves al momento dell'esecuzione viene inondato di una strana energia chiamata "Energia X" e così il suo spirito ritorna dall'Aldilà per punire i criminali e i malvagi sotto il nome di Tombstone.
- BlackJack

Ansioso di servire il suo Paese, l'Inghilterra, Jack St. John Spade ha però passato molto tempo riflettendo sulle tristi condizioni dei soldati inglesi in trincea e giocando a carte con il suo unico amico e mentore, un uomo che però ha dovuto uccidere affinché i segreti che aveva non passassero nelle mani dei Nazisti. E ora che le carte sono state scoperte, un nuovo eroe chiamato Black Jack può entrare in azione.
- Tricolour

Spadaccina francese e campionessa olimpionica di scherma, Sabrine Tricolette è stata catturata dai Nazisti dopo che questi si sono impadroniti dell'Energia X. Dopo aver subito un lavaggio del cervello, è passata dalla parte dell'Asse divenendo una formidabile cacciatrice di sovversivi antinazisti. Quando cattura dei partigiani francesi che verranno condannati alla fucilazione, questi cominciano a cantare la Marsigliese. Sarà quel canto patriottico che spezzerà l'influenza nel cervello della donna e la ricondurrà alla giustizia, diventando la portabandiera della Francia partigiana col nome di Tricolour.
- Skyking

Ace Gunner era solo un famoso attore hollywoodiano che impersonava "Sky King", una sorta di supereroe americano che lottava contro i Nazisti. Dopo che un vero Nazista, camuffato da comparsa, si intrufolò sul set, Gunner capì che la sua vera vocazione era quella di diventare un supereroe e così, modificando il suo costume, diventa un asso del volo, Sky King.
- Minute Man

Frank Stiles era uno scienziato che venne ferito a morte mentre tentava di sventare un complotto comunista. Moribondo, si avvicinò alla statua del patriota Minuteman, che si irradiò di Energia X che non solo lo guarì e gli salvò la vita, ma lo ringiovanì e gli fece avere l'identità e l'abbigliamento da patriota americano, diventando la reincarnazione di Minuteman.
- El Diablo

Giovane ragazzo latino, Ricardo faceva parte di una banda chiamata "Los Diablos", i Diavoli, che erano in guerra con i Vipers.
Un giorno, dopo un'ennesima guerra tra Diablos e Vipers, l'energia X cadde su di lui sotto forma di fiamme. Spaventato all'inizio, notò poi che le fiamme invece di bruciarlo lo stavano facendo levitare in alto dandogli il potere del volo.
Conscio dei suoi poteri, si diresse verso il luogo della battaglia intimando tutti di smettere di combattere, e che da quel momento El Diablo avrebbe combattuto per l'unione della gente di tutto il mondo.
- Alche-Miss

Catherine Larchmont-Price era una ragazza snob che trattava tutti come pezze da piedi, sicura solo di una cosa: il suo fascino smisurato. Emily, invece, era la sua compagna di stanza che credeva nel culto della dea dell'Est. Catherine si fece beffe di lei fino a quella notte, quando lo spirito della dea entrò nel suo corpo, dotandola del potere di "trasformare il male in bene così come un alchimista trasforma la pietra in oro".
- Mentor

In un pianeta molto distante dalla Terra, il malvagio conquistatore alieno Lord Dominion e il suo servo stavano preparando un piano mortale per la conquista del nostro pianeta: il loro piano era di irradiare i più avidi e corrotti tra gli esseri umani di Energia X in modo da uccidersi e permettere al conquistatore di prendersi la Terra indisturbato.
Ma non sapevano che nella sala qualcuno li stava ascoltando: Mentor, che desideroso di sventare quel piano si intrufolò nella navicella piena di Energia X e partì alla ricerca delle donne e gli uomini più meritevoli di avere energia X in modo da contrastare i piani di Lord Dominion. Sfortunatamente, il suo piano venne scoperto e Mentor si trovò ad essere seguito dalla flotta del conquistatore.
Sembrava avercela fatta, quando a un certo punto un laser colpisce la navicella e Mentor deve lanciarsi. L'alieno buono cade sulla cittadina di Patriot City, così come le bombolette di energia X che creeranno i futuri eroi.
- Man Bot

Creato sulla falsariga di Iron Man e di Robot Man della DC Comics, Man-Bot prima era solamente Ted, un miliardario playboy che la vita sembrava aver trattato benissimo. Un giorno, mentre era sulla sua Spider con la sua fiamma, un fascio di Energia X cade sul suo corpo e lo irradia. L'uomo sente che l'energia gli fa troppo male e decide di andare a vedere suo fratello Tom, un genio informatico, per capire di cosa si tratta. Tom gli spiega che è un'energia che non aveva mai visto e che ancora non c'è una cura precisa, l'unica cosa che può contenere quella grande energia è una tuta metallica speciale che permette ai paralitici di camminare.
Accecato dalla vanità, Ted si rifiuta di mettere quella tuta ma l'energia nel suo corpo cresce e accidentalmente uccide il fratello. Da quel giorno, e fino a quando non si troverà una cura, Ted sarà solamente conosciuto come Man-Bot.
- Green Genie

Figlia di uno sceicco arabo, la giovane Jani Al-Hajani venne strappata dalla sua natia Arabia e costretta a venire a Patriot City, dove trascorse cinque mesi chiusa nella sua camera senza poter uscire neanche per prendere un po' d'aria. La giovane era triste perché si sarebbe dovuta sposare tramite un matrimonio combinato con un uomo che non aveva mai conosciuto e che non sapeva se avrebbe amato. Era disperata e avrebbe fatto di tutto per uscire. Mustafa, il vecchio cameriere, la sentì e intenerito le rivelò la via per la porta principale. Purtroppo, lo sceicco Al-Hajani scoprì il tentativo di fuga e minacciò di uccidere entrambi. Quand'ecco piovere dal cielo una bomboletta di Energia X che irradiò il corpo di Jani, trasformandola in una versione femminile del Genio della lampada chiamata Green Genie.
- Quetzalcoatl

Tizoc Azotl e il nipote Johnny ogni anno si incontravano nel vecchio museo di Patriot City affinché il nonno, di discendenza azteca spiegasse al nipote le leggende del mondo antico. Ma a Johnny non interessavano leggende e racconti aztechi, lui apparteneva al mondo moderno. Scappato sul tetto del museo per stare da solo coi suoi pensieri, Johnny non si rende conto che un ladro entra nel museo e spara a suo nonno. Sgomento, cerca di fermare il malvivente, che ha rubato lo scettro di Quetzalcoatl. Improvvisamente, dell'energia X cade sullo scettro che passa alle mani di Johnny. E un mix di energia e antichi poteri derivanti dallo scettro si impadroniscono del ragazzo, trasformandolo in un Guerriero aquila. Confuso e disorientato per essersi trovato in un mondo nuovo, questo guerriero avverte una grande tristezza perché Johnny ha perso suo nonno e una lacrima gli cade dal viso. Miracolosamente, quella lacrima cade sul volto di Tizoc riportandolo in vita.
Ora Tizoc è vivo, ma Johnny è come intrappolato in un mondo di spiriti. E il guerriero noto come Quetzalcoatl capisce che lui e Johnny sono legati da qualcosa.
- Order

Don Samson era un poliziotto che prestava fede al suo giuramento di "Servire E Proteggere". Ma le alte sfere lo vedevano come un pivellino inetto e quindi lo misero a proteggere Sarah, un'avvocatessa cieca testimone di un delitto di mafia. I piani alti rivelano a Samson che faranno fuori la ragazza per proteggere gli attentatori, e che lui ha due scelte: o muore con lei, o passa dalla parte della mafia. Samson ci pensa, poi in un atto di vigliaccheria abbandona Sarah per poi tornare a soccorrerla e morire con lei facendo il suo dovere.
Se non fosse che un fascio di energia X irradia lui e Sarah, trasformandoli in Law & Order, la coppia della giustizia: armato di un pesante martello, Order adesso vuole ripulire la città dalla feccia di Patriot City.
- Man'O War

Creato sulla falsariga di eroi come Namor e Aquaman, prima di diventare Man'O'War, c'erano solamente Hank Waters, uno sfortunato pescatore, e la sua barca, chiamata Man'O'War. Un giorno, sentì un rumore venire dal ponte e trovò una ragazzina alla quale serviva un passaggio fino a Boston. Purtroppo stava per infuriare una tempesta, e la barca rischiava di rompersi.
Purtroppo Waters cadde in mare, e sarebbe morto se non fosse che un fascio di energia X irradiò il corpo della ragazzina, moltiplicandone le forze e permettendole di salvare così il capitano. Tuttavia, anche Waters ottenne dei poteri, e anche una mutazione fisica: trasformato in una sorta di uomo-pesce, adesso è Man'O'War, il signore delle acque, che gira sempre in compagnia della sua giovane e fedele assistente Sea Urchin.
- Sea Urchin

La giovane assistente di Man'O'War, nonché sua salvatrice.
- The Bullet

Creato ispirandosi a Flash, The Bullet è in realtà il maggiore Dwight Arrow, dell'aviazione degli Stati Uniti d'America. Dwight ha deciso di intraprendere la carriera di aviere ispirato dal suo supereroe preferito, Sky King.
Durante un'esercitazione nel Vietnam del Nord, il suo velivolo viene colpito da una strana energia violacea, l'energia X, che però lui scambia per una nuova superarma dei Vietcong. Una volta aperto il paracadute, si salva ma ad aspettarlo ci sono due vietcong con i fucili puntati sul maggiore. Stanno per sparare quando ad un certo punto, Dwight con mossa fulminea si sposta ed evita i proiettili. Da lì capisce che quell'energia lo ha trasformato in un superessere. Lo ha trasformato in Bullet, l'Uomo Più Veloce Del Mondo.
- The Bard

Attorucolo mediocre, Harry Holmes amava così tanto il teatro e le opere di William Shakespeare al punto che anche la donna che amava lo lasciò. Furioso, scagliò il suo liuto contro una vicina bombola di Energia X, che esplose. L'esplosione che ne scaturì gli donò i poteri di Talia, la Musa della Commedia, trasformandolo nel Bardo.
- Eve
- Microwave

Un cyborg di un futuro alternativo dove i robot governano la Terra e gli esseri umani sono solamente feccia da eliminare, non si sa molto di questo androide se non le poche cose che Mentor ha preservato nella sua memoria nel tentativo di cancellarla. Adesso è stato riprogrammato usando i suoi poteri per combattere le forze del Male.
- The Ant

La sua storia è simile a quella di Peter Parker: John Miller è infatti il classico ragazzino intelligente ed introverso, bersaglio ideale per i bulli della scuola. Un giorno, infatti, buttano John nel giardino del bidello che ha un cane con un bruttissimo carattere. John, stordito, sente una strana energia invadergli il corpo e, vedendo il cane correre verso di lui, improvvisamente il ragazzo scava un buco nel terreno come se fosse una termite. Vedendo che i bulli stanno andando da lui, scappa via arrampicandosi sui muri come un ragno. Improvvisamente ha acquisito le capacità degli insetti. John crede siano state le formiche, in realtà è l'energia X che lo ha irradiato trasformandolo in The Ant.
- Law

Sarah era un'avvocatessa che si prendeva cura del suo amato capo, il giudice Wilson, non più tanto giovane. Dopo aver arrestato il boss mafioso Franky Carbone, la città si poteva dichiarare un luogo sicuro. Invece, una rappresaglia del braccio destro di Carbone fece saltare la macchina del giudice Wilson, uccidendolo e rendendo Sarah cieca.
Lasciata alla protezione di Don Samson, un onesto poliziotto, entra in un programma di protezione testimoni venendo a sapere però che hanno intenzione di farla fuori. Improvvisamente rimasta sola, cerca di uccidersi gettandosi da un balcone ma viene salvata da Don. In quel momento, un fascio di energia X trasforma l'avocatessa cieca in una guerriera amazzone armata di spada, Law.
- Liberty Lad

Nick Craft era solo un giovane ragazzo con una sfrenata passione per i supereroi. Cercava sempre di imitare le loro gesta e sognava di diventare uno di loro...ma mai si sarebbe aspettato che, complice una trasfusione di sangue di Minuteman, sarebbe diventato uno di loro vestendo i panni di Liberty Lad. È il più giovane dei supereroi.
- Blackbird

Cassandra Calloway era una ladruncola nera che passava la sua vita entrando ed uscendo dalla prigione di Capitol City con la stessa accusa: furto. Dopo aver capito che il crimine non pagava, decise di cambiare e diventare una tranquilla cittadina finché un fascio di Energia X non la irradiò e lì capì cosa doveva fare: invece di cercare il crimine, d'ora in avanti lo avrebbe combattuto.
- Iron ox

Ex wrestler, Alfred "Iron Ox" Jenkins girò per tutta l'Inghilterra facendo incontri di lotta dimostrativi. Quando vide che non c'era niente per lui, tornò in America in cerca di fortuna. La fortuna arrivò tramite un fascio di energia X, che lo rinvigorì dandogli di nuovo la possibilità per lui di menare le mani.
- Supercollider

Non si sa molto di questo personaggio se non che è un cyborg venuto dal nulla. Forse viene da un altro mondo, ma lo scopo è comunque di combattere il Male.

### Nemici
- Fortissimo

Divo italiano dell'Opera, fisicamente ispirato alla figura di Benito Mussolini, anche Fortissimo è stato irradiato dall'Energia X per mano di Blitzkrieg, che ha trasformato i suoi assoli in potentissime armi sonore che stordiscono chi li ascolta.
- Red Sun

Dopo che Blitzkrieg ha preso l'Energia X, ne ha trasferita un po' nel corpo di un importante generale giapponese trasformandolo in Red Sun, un essere che ha il potere di creare cloni di sé stesso che se uccisi ritornano nel corpo originale.